# Wapedia

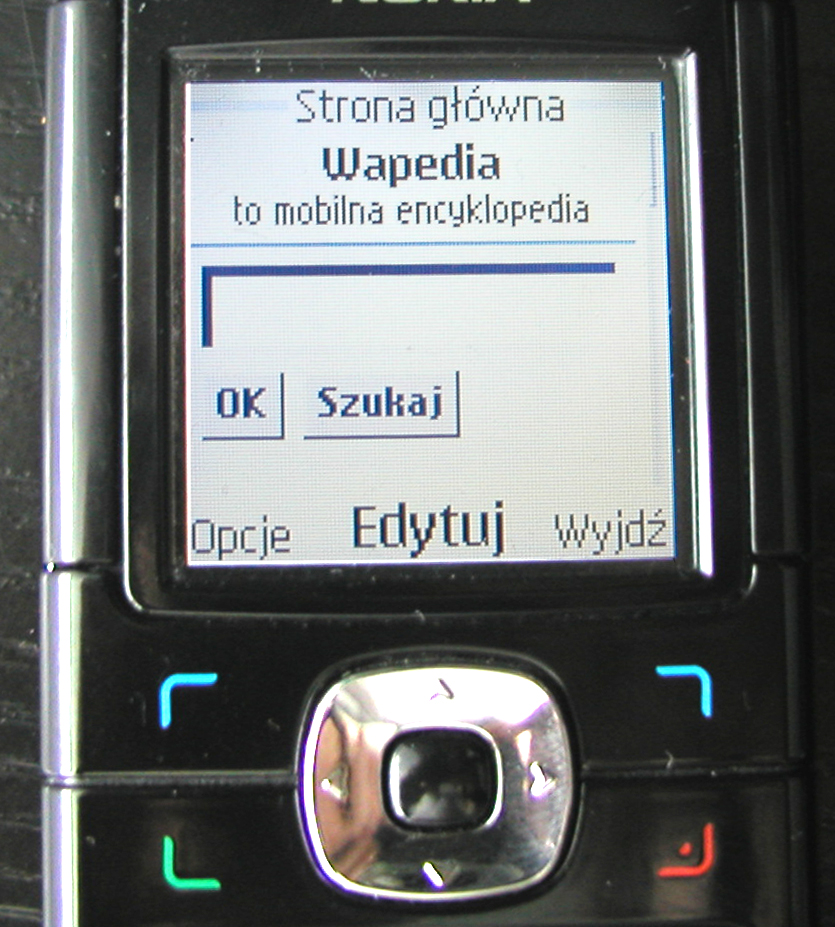
诺基亚手机上的显示的Wapedia首页

Wapedia是弗洛利安·阿墨罕（Florian Amrhein）利用Taptu平台建立的非官方的維基百科WAP行動版镜像网站，旨於把維基百科內容帶進像行動電話與個人數位助理的行動裝置。。
Wapedia於2004年8月建立，在很長時間內扮演了第一移动版维基百科的角色，但隨著2007年6月維基百科官方WAP版的出現，Wapedia的使用有所減少。2013年11月4日Wapedia宣告关闭。
Wapedia提供了每個文章最新的版本，這是透過類似網頁代理行為與本地端文章資料庫組合達成。這種組合一方面提供快速的最新文章，另一方面對維基伺服器低有著負載低頻寬要求的特性。
Wapedia可透過行動電話或個人數位助理裡的WAP或者行動網路瀏覽器至網站存取。
標準的維基百科網頁在這些行動裝置上顯示通常太長，故它會被切成幾個較小的區塊以塞進較小的顯示幕上。為降低頻寬要求，圖像都被縮小至符合行動裝置的解析度。另外，Wapedia亦包括快速搜尋引擎，它是獨立於維基百科的伺服器群之外單一機器。行動版也支援WML以及現代XHTML行動格式，以及符合每個裝置最佳格式的自動偵測。正文是透過獨立的文章資料庫傳送。

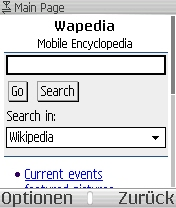
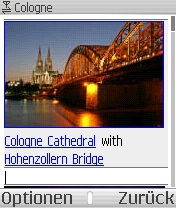
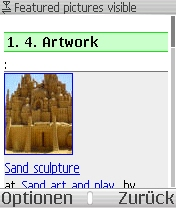
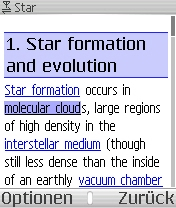
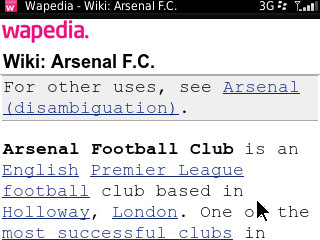
黑莓9300上面的Wapedia首页

## 外部連結
- （英文）Wapedia
- （中文）维基百科官方移动版首页

## 腳註參考
1. ↑  . DomainNameWire.com.   [2007-10-12]. （原始内容存档于2018-03-19）.
2. 1 2 3  . appSafari.com iPhone application gallery.   [2007-10-12]. （原始内容存档于2017-10-14）.